# Paris polyphylla
Paris polyphylla är en nysrotsväxtart som beskrevs av James Edward Smith. Paris polyphylla ingår i släktet ormbärssläktet, och familjen nysrotsväxter.

## Underarter
Arten delas in i följande underarter:
- P. p. alba
- P. p. chinensis
- P. p. latifolia
- P. p. nana
- P. p. polyphylla
- P. p. stenophylla
- P. p. yunnanensis

## Bildgalleri

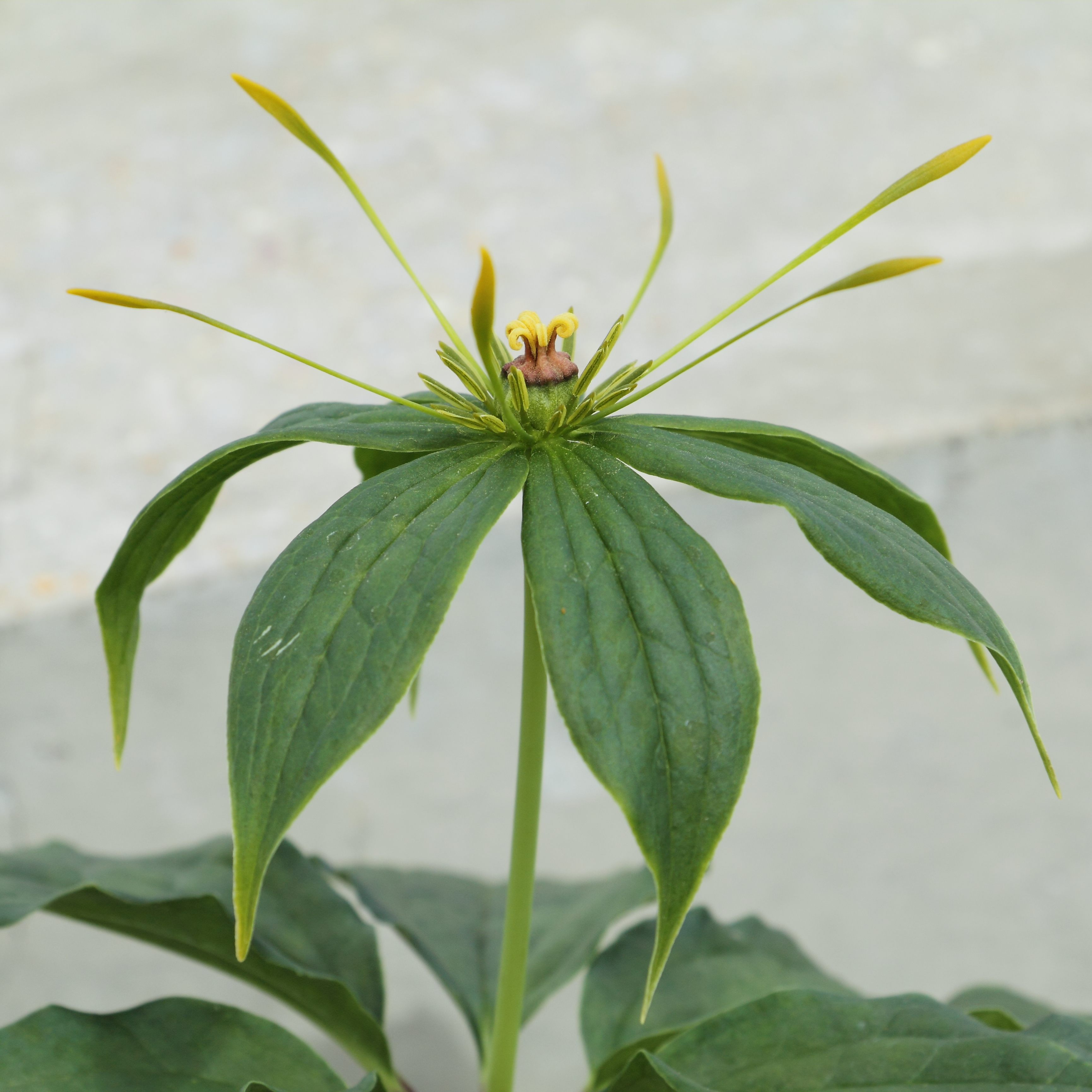
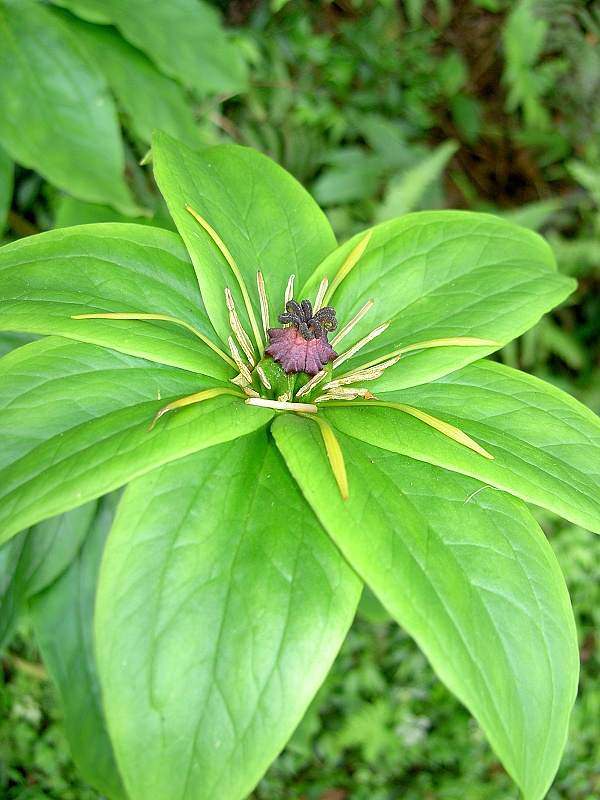